# Tiyenli, Gölmarmara
Tiyenli là một xã thuộc huyện Gölmarmara, tỉnh Manisa, Thổ Nhĩ Kỳ. Dân số thời điểm năm 2011 là 597 người.